# حركة الجهاد الإسلامي في بنغلاديش
حركة الجهاد الإسلامي بنغلاديش هي الفرع البنغالي لحركة الجهاد الإسلامي، وهي محظورة في بنغلاديش، وفي المملكة المتحدة.

## قيادة الحركة
مؤسس الحركة هو مولانا عبد السلام، كما شارك في التأسيس شيخ الحديث عزيز الحق الذي كان رئيسًا للحزب السياسي إسلامي أويكا جوت أو "الجبهة الإسلامية المتحدة"، ومحمد حبيب الرحمن زعيم "مجلس الخلافة"، ومفتي أزهر الإسلام تشودري قائد جماعة العدل والمساواة.
مفتي عبد الحنان هو القائد السابق للحركة، حكم عليه بالإعدام، وأُعدم في 12 أبريل 2017.

## تاريخ الحركة
تأسست حركة الجهاد الإسلامي في عام 1984 خلال الحرب السوفيتية - الأفغانية، وتأسست فرعها في بنغلاديش في 30 أبريل 1992 في نادي بنغلادش الوطني للصحفيين من قبل قدامى المجاهدين البنغالين في الحرب السوفيتية الأفغانية.
ومنذ تأسيسها قامت الحركة بالعديد من الهجمات في بنغلاديش، كما دعمت مسلمي الروهينجا في غرب ميانمار، وقالت أن لها علاقات مع منظمة تضامن الروهينجا ومنظمة أراكان روهينجا الوطنية.